# 第78回都市対抗野球大会予選
第78回都市対抗野球大会予選は、第78回都市対抗野球大会に出場するまでの全556試合の結果をまとめたものである。なお、本大会への出場を決める代表決定戦以外におけるコールド、延長のイニングは記載しない。

## 北海道地区

### 1次予選
- 1回戦

社会福祉法人幸清会　6－1　ウイン北広島
旭川自衛隊　23－11　森倶楽部
旭川グレートベアーズ　6－0　小樽野球協会
帯広倶楽部　3－2　北海道マーリンズ
オール苫小牧　20－9　札幌ブルーインズ
札幌ホーネッツ　8－7　函館太洋倶楽部
- 2回戦

社会福祉法人幸清会　8－4　WEEDしらおい
オール苫小牧　15－11　旭川自衛隊
旭川グレートベアーズ　9－1　ブレーブくしろ
札幌ホーネッツ　2－1　帯広倶楽部
- 3回戦

JR北海道　6－0　社会福祉法人幸清会
札幌倶楽部　6－5　オール苫小牧
室蘭シャークス　10－2　札幌ホーネッツ
航空自衛隊千歳　15－3　旭川グレートベアーズ
- 敗者復活1回戦

社会福祉法人幸清会　9－6　オール苫小牧
札幌ホーネッツ　3－2　旭川グレートベアーズ
- 敗者復活2回戦

札幌ホーネッツ　8－2　社会福祉法人幸清会
- 代表決定戦

JR北海道　11－0　札幌倶楽部
航空自衛隊千歳　4－3　室蘭シャークス
- 第3代表決定戦

室蘭シャークス　11－1　札幌倶楽部
- 第4代表決定戦

札幌倶楽部　4－3　札幌ホーネッツ
JR北海道、航空自衛隊千歳、室蘭シャークス、札幌倶楽部が2次予選に進出

### 2次予選
- 1回戦

JR北海道　13－3　室蘭シャークス
航空自衛隊千歳　12－2　札幌倶楽部
- 敗者復活1回戦

室蘭シャークス　13－0　札幌倶楽部
- 2回戦

JR北海道　6－4　航空自衛隊千歳
- 敗者復活2回戦

室蘭シャークス　8－7　航空自衛隊千歳
- 代表決定戦

JR北海道　7－4　室蘭シャークス
JR北海道が本戦出場

## 東北地区

### 青森県1次予選
- 1回戦

金木BLIZZARD　2－1　三菱製紙八戸クラブ
全弘前倶楽部　16－6　オール青森クラブ
- 敗者復活戦

三菱製紙八戸クラブ　9－3　オール青森クラブ
- 準決勝

全弘前倶楽部　8－4　金木BLIZZARD
自衛隊青森　4－3　三菱製紙八戸クラブ
- 代表決定戦

自衛隊青森　5－2　全弘前倶楽部
自衛隊青森が東北2次予選に進出

### 山形県1次予選
- 1回戦

新庄球友クラブ　13－4　天童エンジェルス
きらやか銀行　10－1　鶴岡野球クラブ
- 代表決定戦

きらやか銀行　14－0　新庄球友クラブ
きらやか銀行が東北2次予選に進出

### 岩手県1次予選
- 1回戦

福高クラブ　19－1　盛工クラブ
遠野クラブ　4－3　久慈クラブ
盛岡市立クラブ　10－0　住田クラブ
JR盛岡　8－2　一戸桜陵クラブ
オール不来方　13－6　花巻硬友クラブ
矢巾クラブ　5－2　釜石野球団
北上REDS　14－9　大槌倶楽部
オール江刺　6－4　盛岡倶楽部
- 2回戦

水沢駒形野球倶楽部　7－0　福高クラブ
遠野クラブ　11－3　前沢野球倶楽部
盛岡市立クラブ　4－2　一関ベースボールクラブ
フェズント岩手　1－0　JR盛岡
オール不来方　2－1　赤崎野球クラブ
黒陵クラブ　5－0　矢巾クラブ
盛友クラブ　10－3　北上REDS
岩手21赤べこ野球軍団　6－1　オール江刺
- 準々決勝

水沢駒形野球倶楽部　8－7　遠野クラブ
フェズント岩手　8－0　盛岡市立クラブ
オール不来方　17－0　黒陵クラブ
岩手21赤べこ野球軍団　12－4　盛友クラブ
- 準決勝

水沢駒形野球倶楽部　12－4　フェズント岩手
岩手21赤べこ野球軍団　7－0　オール不来方
- 敗者復活1回戦

フェズント岩手　7－0　オール不来方
- 第1代表決定戦

岩手21赤べこ野球軍団　3－2　水沢駒形野球倶楽部
- 敗者復活代表決定戦

フェズント岩手　5－4　水沢駒形野球倶楽部
岩手21赤べこ野球軍団、フェズント岩手が東北2次予選に進出

### 秋田県1次予選
- 1回戦

大曲ベースボールクラブ　5－0　ノースアジア大校友クラブ
秋田ベースボールクラブ　14－8　互大設備ダイヤモンドクラブ
- 2回戦

能代松陵クラブ　12－9　秋田王冠クラブ
TDK　8－1　大曲ベースボールクラブ
由利本荘ベースボールクラブ　9－1　JR秋田
ユーランドクラブ　3－1　秋田ベースボールクラブ
- 準決勝（代表決定戦）

TDK　8－0　能代松陵クラブ
ユーランドクラブ　8－2　由利本荘ベースボールクラブ
- 決勝

TDK　8－0　ユーランドクラブ
TDK、ユーランドクラブが東北2次予選に進出

### 宮城県1次予選
- クラブ1回戦

石巻日和倶楽部　6－3　仙南クラブ
登米クラブ　10－0　茶畑ボンバーズ
- クラブ2回戦

白山クラブ　6－2　サニークラブ
S・Aクラブ　5－1　青葉クラブ
北杜学園クラブ　4－2　石巻日和倶楽部
TFUクラブ　14－1　登米クラブ
- 1回戦

JR東日本東北　9－1　北杜学園クラブ
NTTグループ東北マークス　12－1　S・Aクラブ
日本製紙石巻　13－0　白山クラブ
七十七銀行　11－1　TFUクラブ
- 敗者復活1回戦

北杜学園クラブ　7－0　S・Aクラブ
白山クラブ　17－13　TFUクラブ
- 準決勝（代表決定戦）

JR東日本東北　11－0　NTTグループ東北マークス
七十七銀行　9－1　日本製紙石巻
- 敗者復活2回戦

日本製紙石巻　5－3　北杜学園クラブ
NTTグループ東北マークス　11－1　白山クラブ
- 第3代表決定戦

日本製紙石巻　3－2　NTTグループ東北マークス
- 決勝

七十七銀行　2－1　JR東日本東北
七十七銀行、JR東日本東北、日本製紙石巻が東北2次予選に進出

### 福島県1次予選
- 1回戦

自衛隊福島　8－2　小峰クラブ
福島クラブ　16－5　あぶくまベースボールクラブ
福島硬友クラブ　5－1　全白河野球クラブ
岩瀬書店クラブ　4－3　オール双葉野球クラブ
保原クラブ　（不戦勝）　表郷硬友クラブ
オール喜多方クラブ　6－5　二本松クラブ
- 2回戦

会津クラブ　6－1　飯野クラブ
いわき菊田クラブ　7－0　北斗クラブ
オールいわきクラブ　17－1　岩瀬書店クラブ
須賀川クラブ　7－4　福島硬友クラブ
保原クラブ　12－11　川俣クラブ
自衛隊福島　4－0　ALL北嶺
福島クラブ　14－10　田島クラブ
郡山ベースボールクラブ　2－2　オール喜多方クラブ　（引き分け再試合）
郡山ベースボールクラブ　5－4　オール喜多方クラブ
- 準々決勝

オールいわきクラブ　10－1　保原クラブ
須賀川クラブ　11－1　福島クラブ
会津クラブ　5－2　自衛隊福島
郡山ベースボールクラブ　5－2　いわき菊田クラブ
- 準決勝（代表決定戦）

会津クラブ　4－2　須賀川クラブ
オールいわきクラブ　9－2　郡山ベースボールクラブ
- 第3代表決定戦

須賀川クラブ　2－0　郡山ベースボールクラブ
- 決勝

オールいわきクラブ　8－7　会津クラブ
オールいわきクラブ、会津クラブ、須賀川クラブが東北2次予選に進出

### 東北2次予選
- 予選Aブロック

第1戦　岩手21赤べこ野球軍団　8－0　きらやか銀行
第2戦　きらやか銀行　10－0　会津ベースボールクラブ
第3戦　岩手21赤べこ野球軍団　8－0　会津ベースボールクラブ
（予選結果　1位：岩手21赤べこ野球軍団（2勝）、2位：きらやか銀行（1勝1敗）、3位：会津ベースボールクラブ（2敗））
- 予選Bブロック

第1戦　ユーランドクラブ　7－4　須賀川クラブ
第2戦　七十七銀行　12－0　須賀川クラブ
第3戦　七十七銀行　2－1　ユーランドクラブ
（予選結果　1位：七十七銀行（2勝）、2位：ユーランドクラブ（1勝1敗）、3位：須賀川クラブ（2敗））
- 予選Cブロック

第1戦　TDK　7－1　日本製紙石巻
第2戦　日本製紙石巻　4－2　フェズント岩手
第3戦　TDK　9－3　フェズント岩手
（予選結果　1位：TDK（2勝）、2位：日本製紙石巻（1勝1敗）、3位：フェズント岩手（2敗））
- 予選Dブロック

第1戦　JR東日本東北　15－1　オールいわきクラブ
第2戦　オールいわきクラブ　4－1　自衛隊青森
第3戦　JR東日本東北　15－0　自衛隊青森
（予選結果　1位：JR東日本東北（2勝）、2位：オールいわきクラブ（1勝1敗）、3位：自衛隊青森（2敗））
- 第1代表トーナメント1回戦

七十七銀行　6－1　岩手21赤べこ野球軍団
TDK　2－1　JR東日本東北
- 第2代表トーナメント1回戦

日本製紙石巻　10－0　オールいわきクラブ
きらやか銀行　5－0　ユーランドクラブ
- 第2代表トーナメント2回戦

岩手21赤べこ野球軍団　5－3　日本製紙石巻
JR東日本東北　5－2　きらやか銀行
- 第3代表トーナメント1回戦

きらやか銀行　4－3　日本製紙石巻
- 第2代表トーナメント3回戦

岩手21赤べこ野球軍団　2－0　JR東日本東北
- 第3代表トーナメント2回戦

JR東日本東北　7－1　きらやか銀行
- 第1代表決定戦

TDK　1x－0　七十七銀行　（延長12回）
- 第2代表決定戦

七十七銀行　6－1　岩手21赤べこ野球軍団
- 第3代表決定戦

岩手21赤べこ野球軍団　2xー1　JR東日本東北　（延長10回）
TDK、七十七銀行、岩手21赤べこ野球軍団が本戦出場

## 北信越地区

### 長野県1次予選
- 1回戦

佐久コスモスターズ硬式野球クラブ　10－0　長野好球クラブ
- 準決勝（代表決定戦）

フェデックス　10－3　TDK千曲川
NTT信越硬式野球クラブ　9－1　佐久コスモスターズ硬式野球クラブ
- 第3代表決定戦

TDK千曲川　12－0　佐久コスモスターズ硬式野球クラブ
- 決勝

フェデックス　7－3　NTT信越硬式野球クラブ
フェデックス、NTT信越硬式野球クラブ、TDK千曲川が北信越2次予選に進出

### 新潟県1次予選
- 1回戦

佐渡軍団　8－0　新潟国際情報大学ブルーナビッツ
- 2回戦

オール飯豊　8－7　佐渡軍団
バイタルネット　18－0　オール長岡野球倶楽部
JR新潟　4－0　日本ウェルネススポーツ専門学校新潟校
にいがたKD　4－3　野田サンダーズ
- 準決勝（代表決定戦）

バイタルネット　19－0　オール飯豊
JR新潟　10－3　にいがたKD
- 決勝

バイタルネット　26－0　JR新潟
バイタルネット、JR新潟が北信越2次予選に進出

### 富山県・石川県・福井県1次予選
- 1回戦

富山ベースボールクラブ　8－1　福井ミリオンドリームズ
伏木海陸運送　3－1　Hard Ball Club金沢
- 代表決定戦

伏木海陸運送　3－0　富山ベースボールクラブ
伏木海陸運送が北信越2次予選に進出

### 北信越2次予選
- 予選第1グループ

第1戦　バイタルネット　4－2　伏木海陸運送
第2戦　NTT信越硬式野球クラブ　5－3　伏木海陸運送
第3戦　NTT信越硬式野球クラブ　3－1　バイタルネット
（予選結果　1位：NTT信越硬式野球クラブ（2勝）、2位：バイタルネット（1勝1敗）、3位：伏木海陸運送（2敗））
- 予選第2グループ

第1戦　TDK千曲川　3－3　フェデックス　（雨天引き分け再試合）
第2戦　TDK千曲川　7－6　フェデックス
第3戦　TDK千曲川　9－0　JR新潟
第4戦　フェデックス　9－2　JR新潟
（予選結果　1位：TDK千曲川（2勝）、2位：フェデックス（1勝1敗）、3位：JR新潟（2敗））
- 決勝トーナメント準決勝

NTT信越硬式野球クラブ　3－2　フェデックス
TDK千曲川　9－4　バイタルネット
- 代表決定戦

NTT信越硬式野球クラブ　4－1　TDK千曲川
NTT信越硬式野球クラブが本戦出場

## 北関東地区

### 茨城県1次予選
- 1回戦

全鹿嶋野球倶楽部　19－2　全神栖硬式野球クラブ
ALL FIFTY 小川　11－4　全東海野球団
大宮クラブ　（不戦勝）　大子ベアーズ
茨城トヨペット　7－0　鉾田クラブ
- 2回戦

鹿島レインボーズ　9－1　全鹿嶋野球倶楽部
全水戸クラブ　12－5　ALL FIFTY 小川
オール日立ドリームズ　9－2　大宮クラブ
茨城ゴールデンゴールズ　8－1　茨城トヨペット
- 3回戦

鹿島レインボーズ　10－3　全水戸クラブ
茨城ゴールデンゴールズ　6－0　オール日立ドリームズ
- 4回戦（代表決定戦）

茨城ゴールデンゴールズ　13－6　鹿島レインボーズ
- 準決勝

日立製作所　18－2　JR水戸
住友金属鹿島　6－1　茨城ゴールデンゴールズ
- 決勝

日立製作所　6－1　住友金属鹿島
日立製作所、住友金属鹿島、JR水戸、茨城ゴールデンゴールズが北関東2次予選に進出

### 栃木県1次予選
- 1回戦

宇工OBクラブ　7－0　全鹿沼野球部
コットンウェイ硬式野球倶楽部　7－5　作新クラブ
佐野日大クラブ　5－3　犬飼クラブ
- 2回戦

全足利クラブ　17－1　佐野日大クラブ
ガッツ全栃木クラブ　10－1　全宇都宮クラブ
宇都宮大学OBクラブ　4－2　宇工OBクラブ
コットンウェイ硬式野球倶楽部　5－3　THREE NINE CLUB
- 準決勝（代表決定戦）

全足利クラブ　3－1　ガッツ全栃木クラブ
宇都宮大学OBクラブ　13－9　コットンウェイ硬式野球倶楽部
- 決勝

全足利クラブ　6－3　宇都宮大学OBクラブ
全足利クラブ、宇都宮大学OBクラブが北関東2次予選に進出

### 群馬県1次予選
- 1回戦

伊勢崎硬建クラブ　17－3　全桐生クラブ
太田球友硬式野球倶楽部　9－3　大泉硬友クラブ
オール高崎野球倶楽部　16－0　全吾妻硬式野球倶楽部
アゼリア館林硬式野球クラブ　3－2　全前橋野球倶楽部
- 2回戦

伊勢崎硬建クラブ　8－4　太田球友硬式野球倶楽部
アゼリア館林硬式野球クラブ　3－2　オール高崎野球倶楽部
- 準決勝（代表決定戦）

伊勢崎硬建クラブ　4－0　アゼリア館林硬式野球クラブ
- 決勝

富士重工業　11－5　伊勢崎硬建クラブ
富士重工業、伊勢崎硬建クラブが北関東2次予選に進出

### 北関東2次予選
- 1回戦

日立製作所　1－0　伊勢崎硬建クラブ
全足利クラブ　10－3　JR水戸
住友金属鹿島　18－0　宇都宮大学OBクラブ
富士重工業　6－4　茨城ゴールデンゴールズ
- 準決勝

日立製作所　14－2　全足利クラブ
住友金属鹿島　17－5　富士重工業
- 敗者復活1回戦

富士重工業　7－2　全足利クラブ
- 代表決定戦

住友金属鹿島　4－1　日立製作所
- 関東地区予選代表決定戦

富士重工業　4－3　日立製作所
住友金属鹿島が本戦出場、富士重工業は関東予選に進出

## 南関東地区

### 埼玉県1次予選
- 1回戦

都幾川倶楽部野球団　11－0　松山OB野球団
所沢グリーンベースボールクラブ　5－4　ウェルネス彩ベースボールクラブ
全熊谷硬式野球クラブ　4－0　レジェンズ
- 2回戦

都幾川倶楽部野球団　1－0　全浦和野球団
全三郷硬式野球部　10－3　かみかわ野球クラブ
所沢グリーンベースボールクラブ　15－5　一球幸魂倶楽部
全大宮野球団　5－0　全熊谷硬式野球クラブ
- 敗者復活1回戦

一球幸魂倶楽部　9－6　かみかわ野球クラブ
ウェルネス彩ベースボールクラブ　5－4　全浦和野球団
松山OB野球団　4－3　全熊谷硬式野球クラブ
- 敗者復活2回戦

一球幸魂倶楽部　10－2　レジェンズ
ウェルネス彩ベースボールクラブ　11－1　松山OB野球団
- 3回戦

全三郷硬式野球部　9－4　都幾川倶楽部野球団
所沢グリーンベースボールクラブ　11－1　全大宮野球団
- 敗者復活3回戦

一球幸魂倶楽部　17－8　全大宮野球団
都幾川倶楽部野球団　14－6　ウェルネス彩ベースボールクラブ
- 準決勝（代表決定戦）

Honda　23－0　全三郷硬式野球部
日本通運　12－1　所沢グリーンベースボールクラブ
- 敗者復活4回戦

全三郷硬式野球部　12－5　一球幸魂倶楽部
所沢グリーンベースボールクラブ　14－4　都幾川倶楽部野球団
- 第3代表決定戦

所沢グリーンベースボールクラブ　12－0　全三郷硬式野球部
- 決勝

Honda　2－1　日本通運
Honda、日本通運、所沢グリーンベースボールクラブが南関東2次予選に進出

### 千葉県1次予選
- クラブ1回戦

YBCフェニーズ　4－3　東金球友倶楽部
JR千葉　15－3　NODA BASEBALL CLUB
千葉熱血MAKING　8－4　松戸B.C TYR
- クラブ2回戦

サウザンリーフ市原　10－0　YBCフェニーズ
JR千葉　6－2　千葉熱血MAKING
- クラブ5位決定戦

YBCフェニーズ　8－6　千葉熱血MAKING
- クラブ決勝

サウザンリーフ市原　9－3　JR千葉
- 準決勝（代表決定戦）

かずさマジック　12－2　JR千葉
JFE東日本　10－0　サウザンリーフ市原
- 第3代表決定戦

サウザンリーフ市原　6－1　JR千葉
- 決勝

JFE東日本　5－4　かずさマジック
JFE東日本、かずさマジック、サウザンリーフ市原が南関東2次予選に進出

### 山梨県1次予選
- 1回戦

山梨球友クラブ　6－5　桂クラブ
- 準決勝（代表決定戦）

南アルプス硬式野球クラブ　6－1　市川クラブ
大富士BASEBALL CREW　3－2　山梨球友クラブ
- 決勝

南アルプス硬式野球クラブ　5－4　大富士BASEBALL CREW
南アルプス硬式野球クラブ、大富士BASEBALL CREWが南関東2次予選に進出

### 南関東2次予選
- 1回戦

JFE東日本　10－0　大富士BASEBALL CREW
日本通運　5－0　サウザンリーフ市原
かずさマジック　11－3　所沢グリーンベースボールクラブ
Honda　7－0　南アルプス硬式野球クラブ
- 敗者復活1回戦

サウザンリーフ市原　10－0　大富士BASEBALL CREW
所沢グリーンベースボールクラブ　10－7　南アルプス硬式野球クラブ
- 準決勝

日本通運　3－2　JFE東日本
Honda　7－4　かずさマジック
- 敗者復活2回戦

かずさマジック　10－4　サウザンリーフ市原
JFE東日本　13－1　所沢グリーンベースボールクラブ
- 敗者復活3回戦

JFE東日本　4－1　かずさマジック
- 第1代表決定戦

日本通運　9－3　Honda
- 第2代表決定戦

Honda　3－1　JFE東日本　（延長10回）
日本通運、Hondaが本戦出場、JFE東日本は関東地区予選に進出

## 東京地区

### 1次予選
- 1回戦

武蔵野クラブ　6－4　東京城南クラブ
THINKフィットネス・GOLD'S GYMベースボールクラブ　7－1　東京L.B.C
熊球クラブ　20－3　Strairal Baseball Club
東京弥生クラブ　6－4　全調布クラブ
- 2回戦

ABC東京野球クラブ　9－1　武蔵野クラブ
東京好球倶楽部　10－6　THINKフィットネス・GOLD'S GYMベースボールクラブ
全府中野球倶楽部　3－1　WIEN'94
熊球クラブ　4－0　REVENGE99
西多摩倶楽部　15－2　東京弥生クラブ
- 3回戦

ABC東京野球クラブ　12－1　日本ウェルネススポーツ専門学校
セガサミー　23－0　東京好球倶楽部
全府中野球倶楽部　11－8　熊球クラブ
東京ガス　12－5　西多摩倶楽部
- 敗者復活1回戦

東京好球倶楽部　6－4　日本ウェルネススポーツ専門学校
熊球クラブ　7－1　西多摩倶楽部
- 代表決定戦

セガサミー　8－1　ABC東京野球クラブ
東京ガス　10－3　全府中野球倶楽部
- 敗者復活代表決定戦

全府中野球倶楽部　9－1　東京好球倶楽部
熊球クラブ　13－0　ABC東京野球クラブ
セガサミー、東京ガス、全府中野球倶楽部、熊球クラブが2次予選に進出

### 2次予選
- 1回戦

NTT東日本　15－5　熊球クラブ
明治安田生命　4－3　東京ガス
鷺宮製作所　6－0　全府中野球倶楽部
セガサミー　4－3　JR東日本
- 敗者復活1回戦

東京ガス　2－1　熊球クラブ
JR東日本　7－2　全府中野球倶楽部
- 準決勝

明治安田生命　2－1　NTT東日本
鷺宮製作所　7－3　セガサミー
- 敗者復活2回戦

セガサミー　5－4　東京ガス
JR東日本　3－2　NTT東日本
- 敗者復活3回戦

JR東日本　4－3　セガサミー
- 第1代表決定戦

鷺宮製作所　2－0　明治安田生命
- 第2代表決定戦

JR東日本　4－1　明治安田生命
- 第3代表決定戦

セガサミー　6－3　明治安田生命
鷺宮製作所、JR東日本、セガサミーが本戦出場、明治安田生命は関東地区予選に進出

## 神奈川地区

### 1次予選
- 1回戦

横浜球友クラブ　9－1　京浜野球倶楽部
横浜Dream Wing Baseball Club　12－5　EMANON Baseball Club
マルユウベースボールクラブ湘南　12－0　国際総合伊勢原クラブ
旭中央クラブ　9－5　全川崎クラブ
WIEN BASEBALL CLUB　11－1　小田原フレンドリークラブ
- 2回戦

横浜金港クラブ　3－0　横浜球友クラブ
マルユウベースボールクラブ湘南　9－2　横浜Dream Wing Baseball Club
相模原クラブ　11－3　旭中央クラブ
横浜ベイブルース　6－1　WIEN BASEBALL CLUB
- 準決勝（代表決定戦）

マルユウベースボールクラブ湘南　4－3　横浜金港クラブ
相模原クラブ　4－2　横浜ベイブルース
- 決勝

相模原クラブ　8－6　マルユウベースボールクラブ湘南
- 第3代表決定戦

横浜金港クラブ　4－3　横浜ベイブルース
相模原クラブ、マルユウベースボールクラブ湘南、横浜金港クラブが2次予選に進出

### 2次予選
- 1回戦

日産自動車　10－0　横浜金港クラブ
三菱ふそう川崎　5－2　新日本石油ENEOS
三菱重工横浜硬式野球クラブ　5－0　相模原クラブ
東芝　11－0　マルユウベースボールクラブ湘南
- 敗者復活1回戦

新日本石油ENEOS　10－0　横浜金港クラブ
相模原クラブ　8－2　マルユウベースボールクラブ湘南
- 準決勝

三菱ふそう川崎　8－0　日産自動車
東芝　4－0　三菱重工横浜硬式野球クラブ
- 敗者復活2回戦

日産自動車　11－1　相模原クラブ
新日本石油ENEOS　5－0　三菱重工横浜硬式野球クラブ
- 敗者復活3回戦

新日本石油ENEOS　9－7　日産自動車
- 第1代表決定戦

東芝　3x－2　三菱ふそう川崎
- 第2代表決定戦

新日本石油ENEOS　5－2　三菱ふそう川崎
- 関東予選代表決定戦

日産自動車　6－3　三菱ふそう川崎
東芝、新日本石油ENEOSが本戦出場、日産自動車は関東地区予選に進出

## 関東地区
- 1回戦

富士重工業　9－0　JFE東日本
明治安田生命　3－1　日産自動車
- 敗者復活1回戦

JFE東日本　3－1　日産自動車
- 代表決定戦

富士重工業　5－2　明治安田生命
- 敗者復活代表決定戦

明治安田生命　7x－6　JFE東日本　（延長14回）
富士重工業、明治安田生命が本戦出場

## 東海地区

### 静岡県1次予選
- 1回戦

富士クラブ　5－4　ヤマハ発動機硬式野球クラブ
静岡硬式野球倶楽部　14－0　中電硬式野球クラブ
- 準決勝

浜松ケイ・スポーツBC　20－0　富士クラブ
静岡硬式野球倶楽部　（不戦勝）　ZERO硬式野球クラブ
- 決勝（代表決定戦）

浜松ケイ・スポーツBC　6－1　静岡硬式野球倶楽部
浜松ケイ・スポーツBCが東海2次予選に進出、静岡硬式野球倶楽部は愛知県・三重県との合同1次予選に進出

### 愛知県・三重県1次予選
- 1回戦

ヒタチエクスプレス　12－0　NAGOYA23
奥伊勢クラブ　11－10　三重高虎ベースボールクラブ
- 2回戦

明野レジェンズ　7－6　エイデン愛工大OB BLITZ
ヒタチエクスプレス　15－7　全三重クラブ
愛知ベースボール倶楽部　6－3　名古屋ウェルネススポーツカレッジ
奥伊勢クラブ　20－9　CA春日井
- 準決勝

ヒタチエクスプレス　29－2　明野レジェンズ
愛知ベースボール倶楽部　9－1　奥伊勢クラブ
- 代表決定戦

ヒタチエクスプレス　4－3　愛知ベースボール倶楽部
ヒタチエクスプレスが東海2次予選に進出、愛知ベースボール倶楽部は静岡県との合同1次予選に進出

### 静岡県・愛知県・三重県1次予選
- 代表決定戦

愛知ベースボール倶楽部　13－1　静岡硬式野球倶楽部
愛知ベースボール倶楽部が東海2次予選に進出

### 東海2次予選
- 予選Aグループ

第1戦　東海理化　2－0　ヤマハ
第2戦　東邦ガス　5－1　東海REX
第3戦　ヤマハ　4－0　東海REX
第4戦　東海理化　7－5　東邦ガス
第5戦　ヤマハ　7－1　東邦ガス
第6戦　東海理化　1－0　東海REX
（予選結果　1位：東海理化（3勝）、2位：ヤマハ（2勝1敗）、3位：東邦ガス（1勝2敗）、4位：東海REX（3敗））
- 予選Bグループ

第1戦　王子製紙　3－0　西濃運輸
第2戦　JR東海　2－1　トヨタ自動車
第3戦　西濃運輸　3－2　トヨタ自動車
第4戦　王子製紙　8－7　JR東海
第5戦　西濃運輸　7－1　JR東海
第6戦　トヨタ自動車　4－1　王子製紙
（予選結果　1位：王子製紙（2勝1敗）、2位：西濃運輸（2勝1敗）、3位：JR東海（1勝2敗）、4位：トヨタ自動車（1勝2敗）＝1・2位、3・4位は直接対決の結果による）
- 予選Cグループ

第1戦　三菱自動車岡崎　1－0　一光
第2戦　Honda鈴鹿　1－0　三菱重工名古屋
第3戦　一光　3－2　Honda鈴鹿
第4戦　三菱重工名古屋　6－1　三菱自動車岡崎
第5戦　三菱重工名古屋　4－1　一光
第6戦　三菱自動車岡崎　1－0　Honda鈴鹿
（予選結果　1位：三菱重工名古屋（2勝1敗）、2位：三菱自動車岡崎（2勝1敗）、3位：一光（1勝2敗）、4位：Honda鈴鹿（1勝2敗）＝1・2位、3・4位は直接対決の結果による）
（各グループの1位は代表決定戦、2位は3回戦、3位は2回戦、4位と1次予選通過チームは1回戦にそれぞれ出場）
- 1回戦

ヒタチエクスプレス　7－1　東海REX
トヨタ自動車　3－0　愛知ベースボール倶楽部
Honda鈴鹿　16－0　浜松ケイ・スポーツベースボールクラブ
- 2回戦

JR東海　2－1　ヒタチエクスプレス
トヨタ自動車　2－1　一光
Honda鈴鹿　8－6　東邦ガス
- 3回戦

三菱自動車岡崎　5－4　JR東海
ヤマハ　3－1　トヨタ自動車
Honda鈴鹿　2－1　西濃運輸
- 敗者復活トーナメント1回戦

西濃運輸　8－6　一光
JR東海　7－6　東邦ガス
トヨタ自動車　9－4　ヒタチエクスプレス
- 代表決定戦

三菱自動車岡崎　1－0　東海理化
王子製紙　11－6　ヤマハ
Honda鈴鹿　3－0　三菱重工名古屋
- 敗者復活トーナメント代表決定戦

西濃運輸　2－1　東海理化
ヤマハ　7－3　JR東海
トヨタ自動車　4－2　三菱重工名古屋
- 順位決定トーナメント1回戦

三菱自動車岡崎　3－2　Honda鈴鹿
トヨタ自動車　4－0　西濃運輸
- 順位決定トーナメント決勝

王子製紙　8－4　三菱自動車岡崎
トヨタ自動車　4－1　ヤマハ
王子製紙、三菱自動車岡崎、Honda鈴鹿、トヨタ自動車、ヤマハ、西濃運輸が本戦出場

## 京滋奈地区

### 京都府1次予選
- クラブ1回戦

東宇治クラブ　8－3　京都フルカウンツ
京都ファイアーバーズ　20－0　京都グランドスラム
東山高OBクラブ　7－5　鴨沂クラブ
- クラブ2回戦

京都ファイアーバーズ　12－1　東宇治クラブ
Ritsベースボールクラブ　11－2　東山高OBクラブ
- 敗者復活戦

東宇治クラブ　13－5　東山高OBクラブ
- 1回戦

東宇治クラブ　2－0　Ritsベースボールクラブ
島津製作所　6－5　京都ファイアーバーズ
- 代表決定戦

日本新薬　10－0　東宇治クラブ
ニチダイ　6－3　島津製作所
- 第3代表決定戦

島津製作所　（不戦勝）　東宇治クラブ
日本新薬、ニチダイ、島津製作所が京滋奈2次予選に進出

### 滋賀県1次予選
- 1回戦

OBC高島　12－2　近江八幡クラブ
- 準決勝（代表決定戦）

甲賀健康医療専門学校　9－0　瀬田クラブ
OBC高島　2－1　全大津クラブ
- 決勝

OBC高島　6－1　甲賀健康医療専門学校
OBC高島、甲賀健康医療専門学校が京滋奈2次予選に進出

### 奈良県1次予選
- 1回戦

奈良産業大学OBクラブ　8－3　奈良フレンドベースボールクラブ
GSG斑鳩クラブ　11－1　帝塚山大学OBクラブ
一城クラブ　12－1　奈良アンビションズクラブ
- 2回戦

大和高田クラブ　7－0　奈良産業大学OBクラブ
一城クラブ　11－3　GSG斑鳩クラブ
- 敗者復活1回戦

奈良アンビションズクラブ　15－3　帝塚山大学OBクラブ
- 敗者復活2回戦

奈良フレンドベースボールクラブ　12－2　GSG斑鳩クラブ
奈良産業大学OBクラブ　12－8　奈良アンビションズクラブ
- 敗者復活3回戦

奈良フレンドベースボールクラブ　8－6　奈良産業大学OBクラブ
- 3回戦

大和高田クラブ　10－0　一城クラブ
（大和高田クラブは代表決定戦シリーズに1勝アドバンテージを得て進出）
- 敗者復活4回戦

奈良フレンドベースボールクラブ　2－0　一城クラブ
（奈良フレンドベースボールクラブは代表決定戦シリーズに進出）
- 代表決定戦

大和高田クラブ　12－3　奈良フレンドベースボールクラブ
（アドバンテージ1勝とあわせて2勝で大和高田クラブの勝利）
大和高田クラブが京滋奈2次予選に進出

### 京滋奈2次予選
- 予選第1グループ

第1戦　ニチダイ　14－6　甲賀健康医療専門学校
第2戦　甲賀健康医療専門学校　4－1　島津製作所
第3戦　ニチダイ　10－0　島津製作所
（予選結果　1位：ニチダイ（2勝）、2位：甲賀健康医療専門学校（1勝1敗）、3位：島津製作所（2敗））
- 予選第2グループ

第1戦　OBC高島　5－1　日本新薬
第2戦　大和高田クラブ　7－0　OBC高島
第3戦　日本新薬　1－0　大和高田クラブ
（予選結果　1位：大和高田クラブ（1勝1敗、得失点差+6）、2位：日本新薬（1勝1敗、得失点差-3、総失点5）、3位：OBC高島（1勝1敗、得失点差-3、総失点8））
- 準決勝

日本新薬　3－0　ニチダイ
大和高田クラブ　7－0　甲賀健康医療専門学校
- 代表決定戦

日本新薬　2－0　大和高田クラブ
日本新薬が本戦出場、大和高田クラブは近畿地区予選に進出

## 阪和地区

### 1次予選
- 1回戦

泉州大阪野球団　14－12　関電グループ硬式野球クラブ
- 2回戦

和歌山箕島球友会　2－1　泉州大阪野球団
中山製鋼野球クラブ　5－2　八尾ベースボールクラブ
大阪ウイング硬式野球クラブ　4－2　大阪ペーシェンスクラブ
NOMOベースボールクラブ　3－2　履正社学園
- 準決勝（代表決定戦）

和歌山箕島球友会　10－3　中山製鋼野球クラブ
NOMOベースボールクラブ　15－0　大阪ウイング硬式野球クラブ
- 決勝

和歌山箕島球友会　6－5　NOMOベースボールクラブ
- 第3代表決定戦

中山製鋼野球クラブ　6－5　大阪ウイング硬式野球クラブ
和歌山箕島球友会、NOMOベースボールクラブ、中山製鋼野球クラブが2次予選に進出

### 2次予選
- 予選Aブロック

第1戦　松下電器　2－0　中山製鋼野球クラブ
第2戦　デュプロ　5－1　NTT西日本
第3戦　松下電器　5－0　デュプロ
第4戦　NTT西日本　9－1　中山製鋼野球クラブ
第5戦　松下電器　3－0　NTT西日本
第6戦　デュプロ　11－3　中山製鋼野球クラブ
（予選結果　1位：松下電器（3勝）、2位：デュプロ（2勝1敗）、3位：NTT西日本（1勝2敗）、4位：中山製鋼野球クラブ（3敗））
- 予選Bブロック

第1戦　大阪ガス　11－1　NOMOベースボールクラブ
第2戦　日本生命　5－1　和歌山箕島球友会
第3戦　大阪ガス　9－3　和歌山箕島球友会
第4戦　日本生命　6－1　NOMOベースボールクラブ
第5戦　日本生命　4－3　大阪ガス
第6戦　和歌山箕島球友会　5－3　NOMOベースボールクラブ
（予選結果　1位：日本生命（3勝）、2位：大阪ガス（2勝1敗）、3位：和歌山箕島球友会（1勝2敗）、4位：NOMOベースボールクラブ（3敗））
（各リーグの1位は第1代表決定戦、2位と3位は第2代表トーナメント1回戦にそれぞれ出場）
- 第2代表トーナメント1回戦

デュプロ　5－2　和歌山箕島球友会
大阪ガス　2－0　NTT西日本
- 第3代表トーナメント1回戦

NTT西日本　5－1　和歌山箕島球友会
- 第2代表トーナメント2回戦

大阪ガス　9－0　デュプロ
- 第3代表トーナメント2回戦

NTT西日本　8－1　デュプロ
- 第1代表決定戦

日本生命　10－4　松下電器
- 第2代表決定戦

松下電器　2－1　大阪ガス
- 第3代表決定戦

大阪ガス　4－2　NTT西日本
日本生命、松下電器、大阪ガスが本戦出場、NTT西日本は近畿地区予選に進出

## 兵庫地区
- 1回戦

三菱重工神戸　11－1　阪神ベースボールクラブ
関西爽球会　1－0　神戸レールスターズ
新日鐵広畑　14－2　関西メディカルスポーツ学院
- 準決勝

三菱重工神戸　12－0　関西爽球会
全播磨硬式野球団　5－3　新日鐵広畑
- 敗者復活1回戦

阪神ベースボールクラブ　14－0　神戸レールスターズ
- 敗者復活2回戦

阪神ベースボールクラブ　11－1　関西メディカルスポーツ学院
新日鐵広畑　26－4　関西爽球会
- 敗者復活3回戦

新日鐵広畑　9－2　阪神ベースボールクラブ
- 代表決定戦

三菱重工神戸　9－3　全播磨硬式野球団
- 近畿地区予選代表決定戦

新日鐵広畑　16－3　全播磨硬式野球団
三菱重工神戸が本戦出場、新日鐵広畑は近畿地区予選に進出

## 近畿地区
- 代表決定リーグ戦

第1戦　NTT西日本　5－2　大和高田クラブ
第2戦　新日鐵広畑　5－1　大和高田クラブ
第3戦　NTT西日本　8－2　新日鐵広畑
（最終結果　1位：NTT西日本（2勝）、2位：新日鐵広畑（1勝1敗）、3位：大和高田クラブ（2敗））
NTT西日本が本戦出場

## 中国地区

### 岡山県・鳥取県1次予選
- 1回戦

倉敷オーシャンズ　10－0　柵原クラブ
倉敷ピーチジャックス　11－0　鳥取キタロウズ
- 代表決定戦

倉敷ピーチジャックス　4－3　倉敷オーシャンズ
倉敷ピーチジャックスが中国2次予選に進出

### 広島県1次予選
- 1回戦

ツネイシホールディングス野球クラブ　3－2　広島医療体育学院専門学校
日本ウェルネススポーツ専門学校広島校　5－3　広島鯉城クラブ
MSHアカデミー　6－3　リアルプロフェッショナルクラブ広島
- 2回戦（代表決定戦）

ツネイシホールディングス野球クラブ　9－2　三菱三原硬式野球クラブ
三菱重工広島　11－0　日本ウェルネススポーツ専門学校広島校
JFE西日本　15－0　MSHアカデミー
ワイテック　3－2　伯和ビクトリーズ
- 敗者復活1回戦

広島医療体育学院専門学校　2－1　広島鯉城クラブ
三菱三原硬式野球クラブ　4－0　リアルプロフェッショナルクラブ広島
MSHアカデミー　7－0　日本ウェルネススポーツ専門学校広島校
- 敗者復活2回戦（代表決定戦）

伯和ビクトリーズ　6－0　広島医療体育学院専門学校
三菱三原硬式野球クラブ　4－1　MSHアカデミー
- 準決勝

三菱重工広島　7－2　ツネイシホールディングス野球クラブ
JFE西日本　8－0　ワイテック
- 決勝

三菱重工広島　9－7　JFE西日本
三菱重工広島、JFE西日本、ツネイシホールディングス野球クラブ、ワイテック、伯和ビクトリーズ、三菱三原硬式野球クラブが中国2次予選に進出

### 山口県1次予選
- リーグ戦

第1戦　航空自衛隊防府クラブ　10－6　海上自衛隊岩国クラブ
第2戦　岩国五橋クラブ　10－2　海上自衛隊岩国クラブ
第3戦　岩国五橋クラブ　4－1　航空自衛隊防府クラブ
（海上自衛隊岩国クラブが脱落）
- 1回戦

光シーガルズ　8－1　航空自衛隊防府クラブ
山口きららマウントG　10－0　岩国五橋クラブ
- 代表決定戦

光シーガルズ　6－4　山口きららマウントG
光シーガルズが中国2次予選に進出

### 中国2次予選
- 予選Aリーグ

第1戦　ツネイシホールディングス野球クラブ　9－3　三菱三原硬式野球クラブ
第2戦　ワイテック　1－0　JFE西日本
第3戦　JFE西日本　1－0　三菱三原硬式野球クラブ
第4戦　ワイテック　3－2　三菱三原硬式野球クラブ
第5戦　JFE西日本　8－0　ツネイシホールディングス野球クラブ
第6戦　ツネイシホールディングス野球クラブ　6－1　ワイテック
（予選結果　1位・JFE西日本（勝点7）、2位・ワイテック（勝点6）、3位・ツネイシホールディングス野球クラブ（勝点5）、4位・三菱三原硬式野球クラブ（勝点0）…コールド勝ち：勝点4、勝ち：勝点3、負け：勝点0、コールド負け：勝点-1で計算する。Eリーグも同じ）
- 予選Eリーグ

第1戦　三菱重工広島　3－1　倉敷ピーチジャックス
第2戦　三菱重工広島　4－3　光シーガルズ
第3戦　伯和ビクトリーズ　2－0　倉敷ピーチジャックス
第4戦　伯和ビクトリーズ　1－0　光シーガルズ
第5戦　三菱重工広島　3－1　伯和ビクトリーズ
第6戦　光シーガルズ　5－0　倉敷ピーチジャックス
（予選結果　1位・三菱重工広島（勝点9）、2位・伯和ビクトリーズ（勝点6）、3位・光シーガルズ（勝点3）、4位・倉敷ピーチジャックス（勝点0））
- 決勝トーナメント1回戦

JFE西日本　2－1　伯和ビクトリーズ
三菱重工広島　4－3　ワイテック
- 敗者復活1回戦

ワイテック　3－2　伯和ビクトリーズ
- 第1代表決定戦

三菱重工広島　3x－2　JFE西日本　（延長10回）
- 第2代表決定戦

JFE西日本　3－0　ワイテック
三菱重工広島、JFE西日本が本戦出場

## 四国地区

### 1次予選
- リーグ戦

第1戦　JR四国　3－0　アークバリアドリームクラブ
第2戦　四国銀行　3－0　松山フェニックス
第3戦　JR四国　7－3　松山フェニックス
第4戦　アークバリアドリームクラブ　2－1　徳島野球倶楽部
第5戦　四国銀行　6－1　アークバリアドリームクラブ
第6戦　JR四国　8－4　徳島野球倶楽部
第7戦　四国銀行　4－0　徳島野球倶楽部
第8戦　松山フェニックス　9－3　アークバリアドリームクラブ
第9戦　松山フェニックス　3－0　徳島野球倶楽部
第10戦　四国銀行　4－1　JR四国
（予選結果　1位：四国銀行（4勝）、2位：JR四国（3勝1敗）、3位：松山フェニックス（2勝2敗）、4位：アークバリアドリームクラブ（1勝3敗）、5位：徳島野球倶楽部（4敗））

### 2次予選
ページシステム方式により実施
- 準決勝（敗者は3位決定戦に出場）

JR四国　9－6　四国銀行
- 4位決定戦（勝者は3位決定戦に進出）

松山フェニックス　27－1　アークバリアドリームクラブ
- 3位決定戦（勝者は代表決定戦に進出）

四国銀行　9－1　松山フェニックス
- 代表決定戦

四国銀行　8－2　JR四国
四国銀行が本戦出場

## 九州地区

### 福岡県1次予選
- 1回戦

九州三菱自動車　13－1　福岡オーシャンズ9
- 2回戦

福岡ベースボールクラブ　5－3　沖データ・コンピュータ教育学院
九州三菱自動車　14－1　北九州市民硬式野球クラブ
JR九州　4－1　嘉麻市バーニングヒーローズ
日産自動車九州　15－0　日本ウェルネススポーツ専門学校北九州
- 準決勝

九州三菱自動車　9－0　福岡ベースボールクラブ
JR九州　10－1　日産自動車九州
- 決勝

九州三菱自動車　7－2　JR九州
全チームが九州2次予選に進出

### 大分県1次予選
- リーグ戦

新日鐵大分硬式野球同好会　15－5　大分ソーリンズ硬式野球クラブ
新日鐵大分硬式野球同好会　14－9　九州総合スポーツカレッジ
九州総合スポーツカレッジ　9－2　大分ソーリンズ硬式野球クラブ
全チームが九州2次予選に進出

### 熊本県1次予選
- 1回戦

熊本ゴールデンラークス　27－0　IEC国際カレッジ専門学校
Honda熊本　（不戦勝）　熊本レッドスター硬式野球クラブ
- 決勝

Honda熊本　8－5　熊本ゴールデンラークス
全チームが九州2次予選に進出

### 沖縄県1次予選
- 1回戦

Uスターズ　6－4　SOLA沖縄
- 準決勝

Uスターズ　15－4　てるクリニック
沖縄電力　9－2　サムライ那覇
- 決勝

沖縄電力　12－0　Uスターズ
全チームが九州2次予選に進出

### 九州2次予選
- 1回戦

Uスターズ　4－3　サムライ那覇
宮崎梅田学園自動車学校　2－0　鹿児島ホワイトウェーブ
沖データ・コンピュータ教育学院　5－4　福岡オーシャンズ9
佐賀魂　8－2　てるクリニック
熊本レッドスター硬式野球クラブ　6－1　IEC九州国際カレッジ専門学校
日本ウェルネススポーツ専門学校北九州　4－2　宮崎ゴールデンゴールズ
九州総合スポーツカレッジ　7－2　北九州市民硬式野球クラブ
九州三菱自動車　3－0　福岡ベースボールクラブ
嘉麻市バーニングヒーローズ　3－2　大分ソーリンズ野球クラブ
- 2回戦

JR九州　12－1　Uスターズ
沖データ・コンピュータ教育学院　5－3　宮崎梅田学園自動車学校
沖縄電力　7－0　佐賀魂
日産自動車九州　9－0　熊本レッドスター硬式野球クラブ
Honda熊本　4－0　日本ウェルネススポーツ専門学校北九州
熊本ゴールデンラークス　6－0　九州総合スポーツカレッジ
九州三菱自動車　3－1　新日鐵大分硬式野球同好会
三菱重工長崎　1－0　嘉麻市バーニングヒーローズ
- 準々決勝

JR九州　6－1　沖データ・コンピュータ教育学院
日産自動車九州　11－1　沖縄電力
熊本ゴールデンラークス　4－1　Honda熊本
三菱重工長崎　5－1　九州三菱自動車
- 敗者復活1回戦

Honda熊本　1－0　沖データ・コンピュータ教育学院
九州三菱自動車　2－0　沖縄電力
- 準決勝

日産自動車九州　6－5　JR九州
三菱重工長崎　11－0　熊本ゴールデンラークス
- 敗者復活2回戦

JR九州　4－1　Honda熊本
熊本ゴールデンラークス　5－2　九州三菱自動車
- 敗者復活3回戦

熊本ゴールデンラークス　1－0　JR九州
- 第1代表決定戦

三菱重工長崎　5－0　日産自動車九州
- 第2代表決定戦

熊本ゴールデンラークス　3x－2　日産自動車九州　（延長10回）
三菱重工長崎、熊本ゴールデンラークスが本戦出場